# Bourg-Saint-Bernard
Bourg-Saint-Bernard – miejscowość i gmina we Francji, w regionie Oksytania, w departamencie Górna Garonna.
Według danych na rok 1990 gminę zamieszkiwało 659 osób, a gęstość zaludnienia wynosiła 40 osób/km² (wśród 3020 gmin regionu Midi-Pireneje Bourg-Saint-Bernard plasuje się na 490. miejscu pod względem liczby ludności, natomiast pod względem powierzchni na miejscu 695.).

## Pomniki

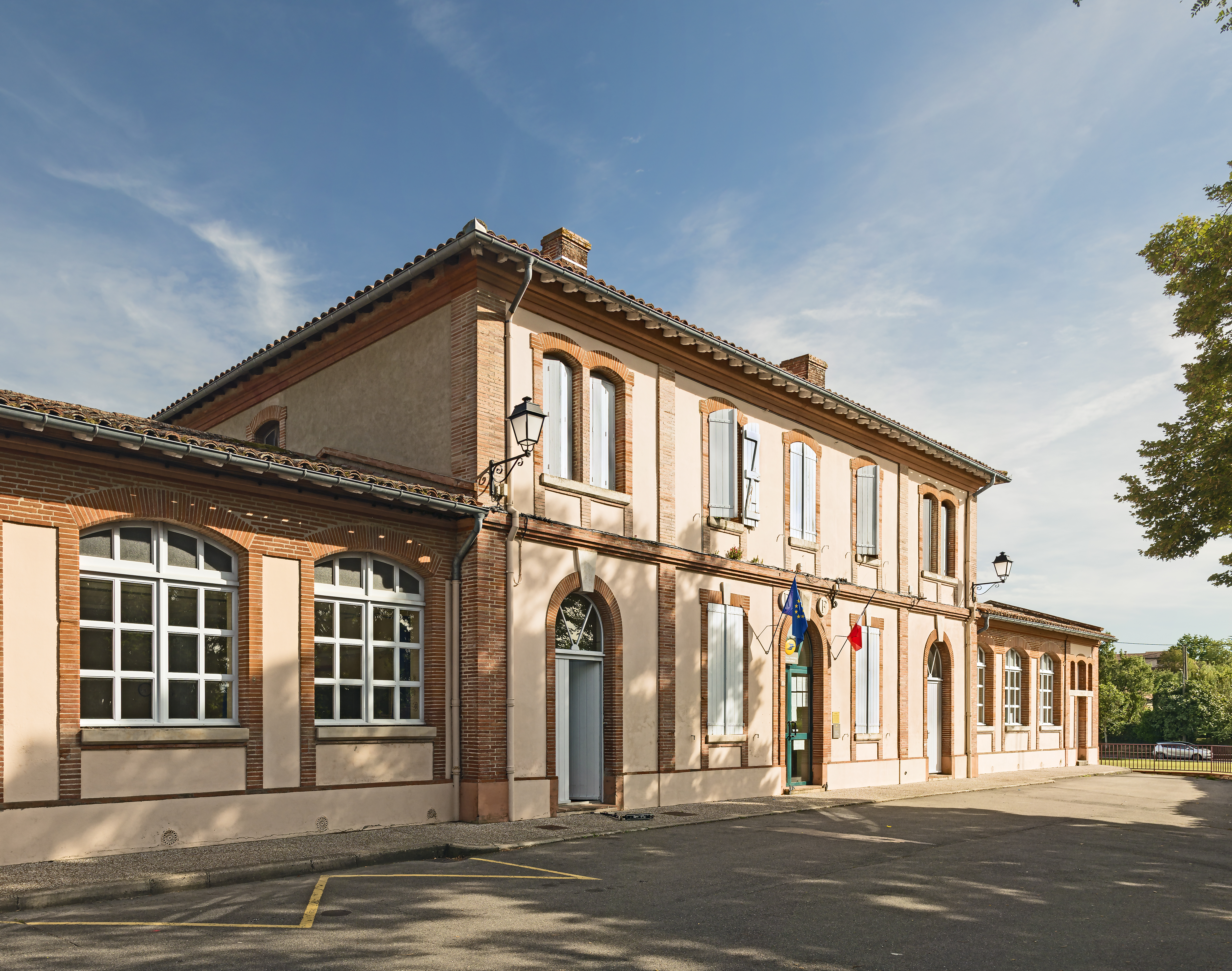
Ratusz
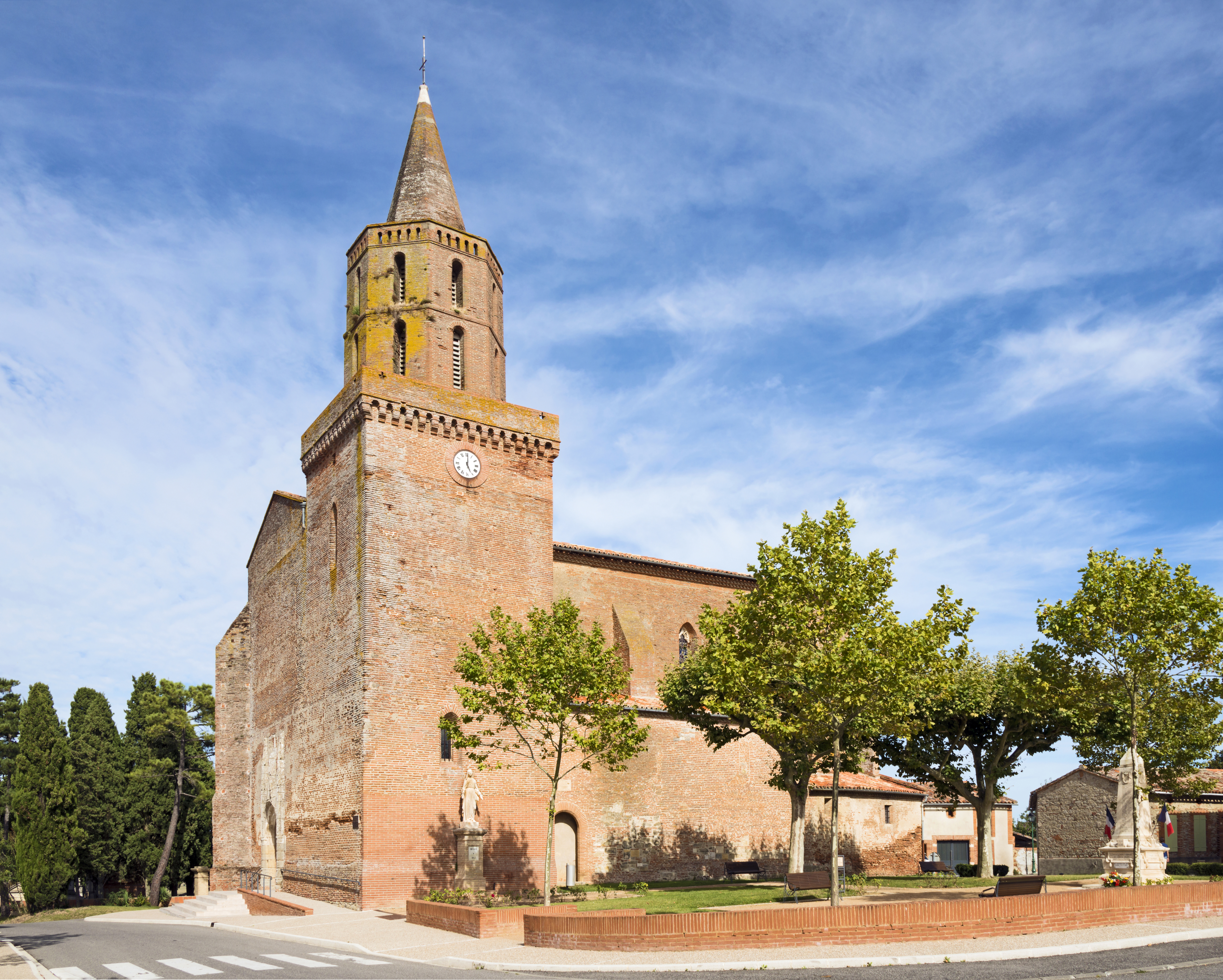
Kościół.
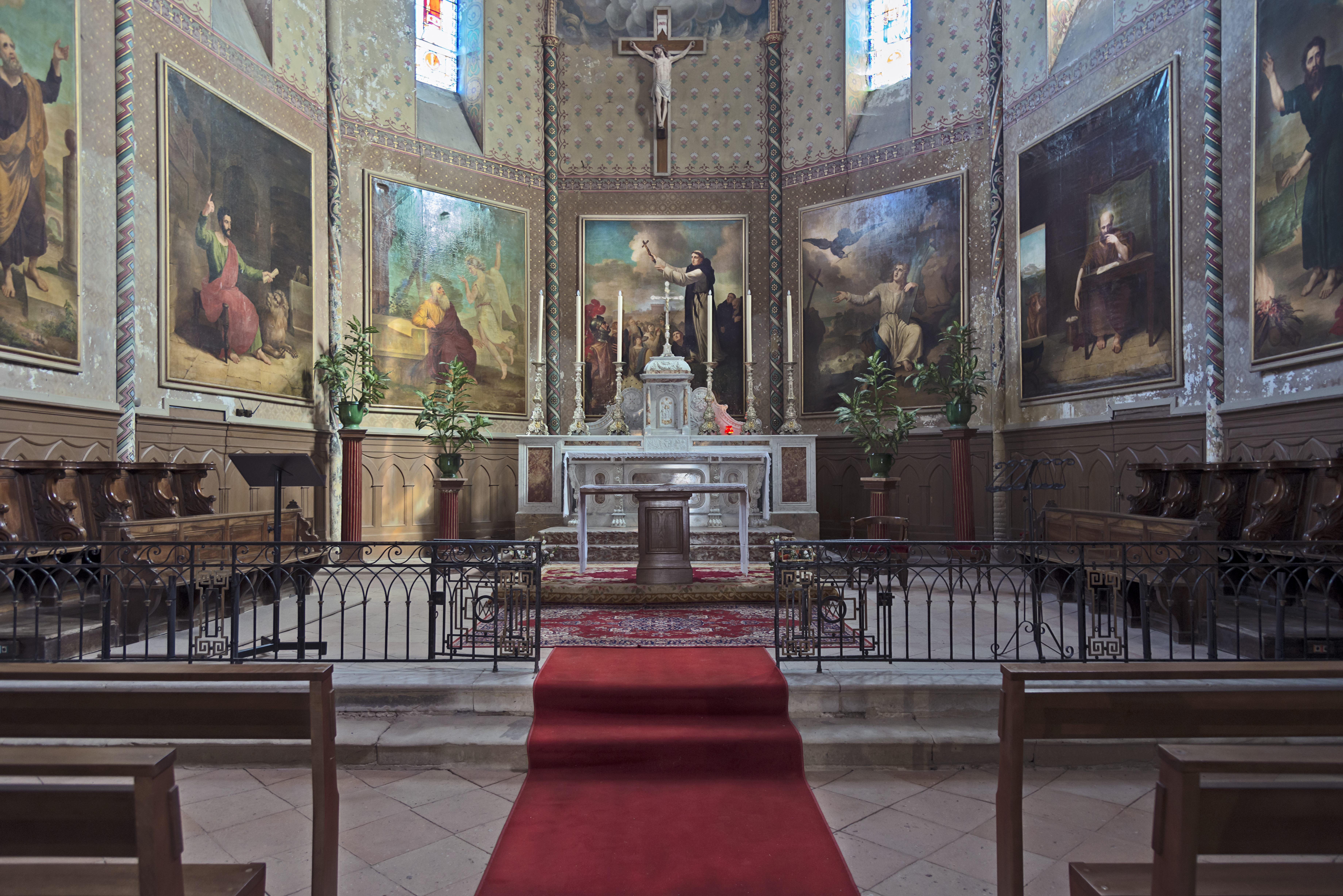
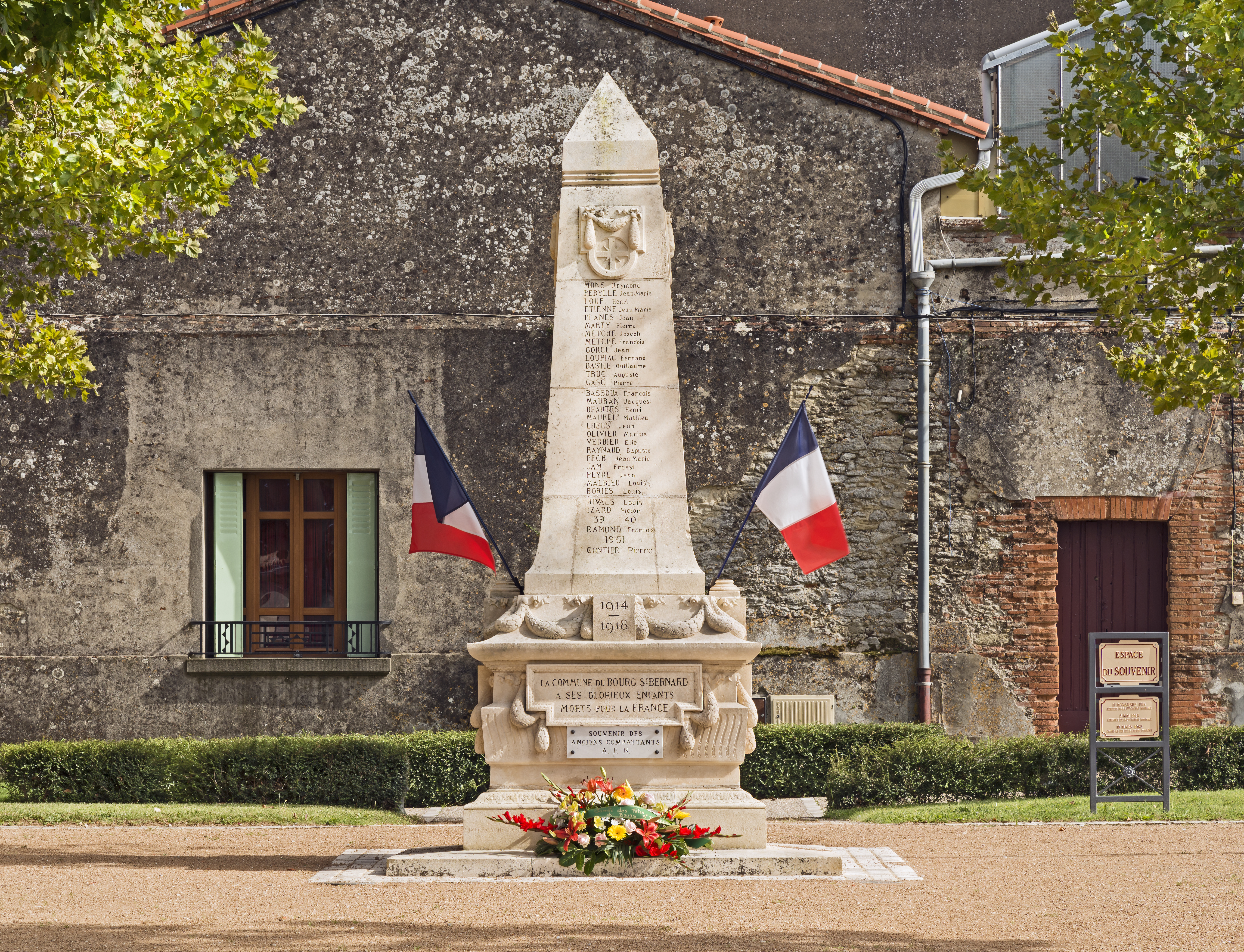
Pomnik wojenny.